# Chiesa della Santissima Annunziata (Torrita di Siena)

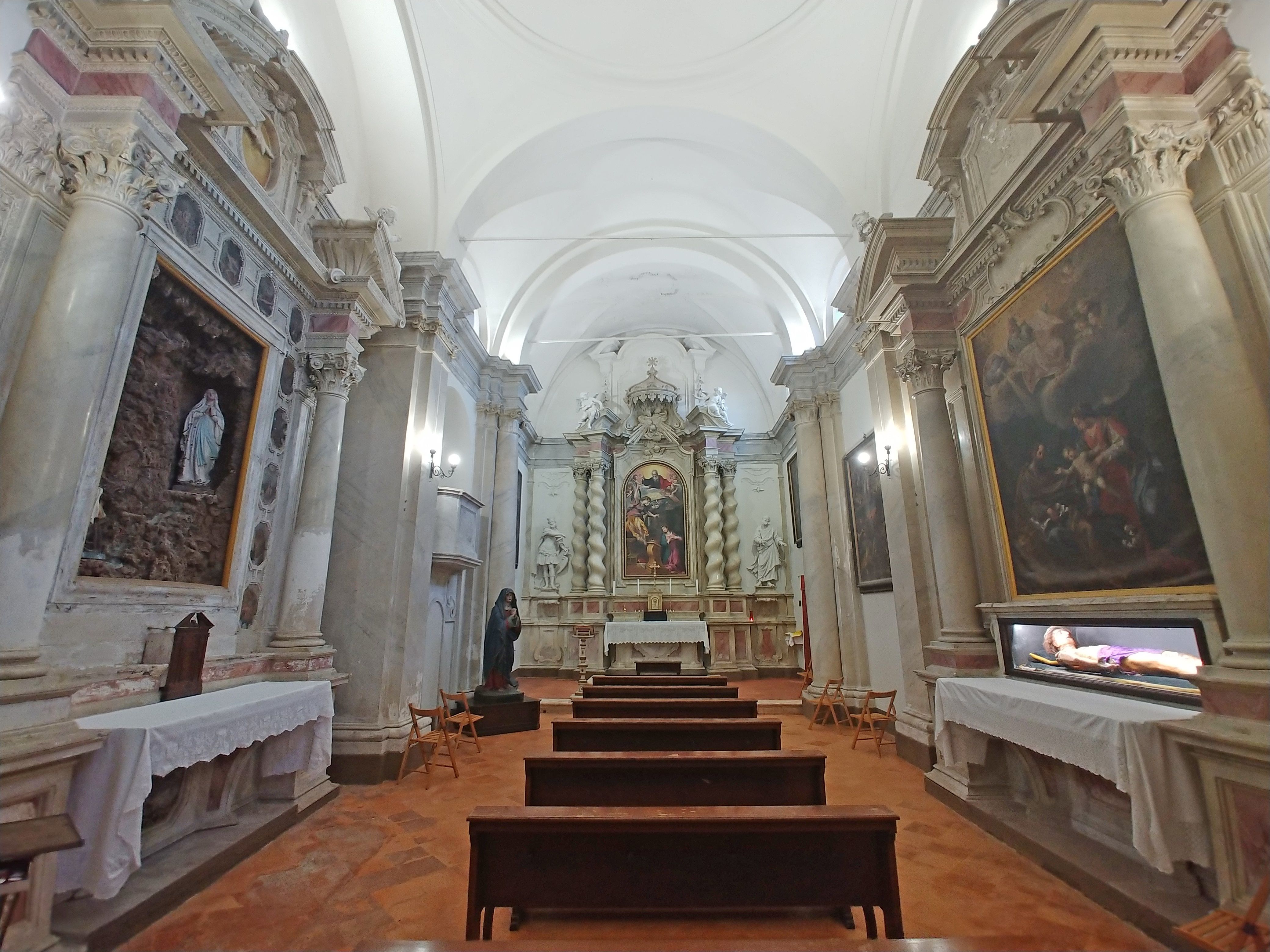
Interno

La chiesa della Santissima Annunziata è un luogo di culto cattolico situato nel centro storico di Torrita di Siena, in via Ottavio Maestri.

## Descrizione
L'edificio venne edificato verso la metà del XVI secolo.
La facciata a mattoni ha un timpano triangolare decorato da una fila di mensolette. Sulla sommità si trova il grazioso campanile in laterizi terminante in un cupolino.
L'interno ad un'unica navata è denotato dalle ricche decorazioni settecentesche in stucco. Fra i dipinti, la Madonna col bambino e i santi Domenico e Caterina di scuola senese del XVII secolo. Sull'altare maggiore, ristrutturato nel 1729, sono ubicate due statue con il Profeta Isaia e Re David, nonché la tela raffigurante l'Annunciazione, opera di Francesco Vanni (1592), per un certo tempo tenuta nella chiesa delle Sante Flora e Lucilla. Annesso alla chiesa è l'oratorio del Santissimo Crocifisso, alle cui pareti si trova una settecentesca Via Crucis in terracotta smaltata. Nel 1843 la cappella annessa venne dotata dell'elegante fonte battesimale in marmo giallo di Siena, successivamente trasferito nella collegiata dei Santi Martino e Costanzo.

### Organo a canne
Sulla cantoria in controfacciata si trova l'organo a canne Agati opus 231, costruito nel 1833; rimasto immutato nelle sue caratteristiche originarie, dal 1988 al 2020 trovò collocazione nella vicina chiesa delle Sante Flora e Lucilla, alloggiato entro una cassa lignea appositamente costruita da Claudio Anselmi Tamburini in luogo dell'originaria in muratura; quest'ultima tuttora accoglie il materiale fonico.
Lo strumento è a trasmissione integralmente meccanica e dispone di 14 registri, azionati da pomelli lignei posti su unica fila alla destra della consolle, con nomi scritti a mano su cartellini. La consolle è a finestra e presenta un'unica tastiera con prima ottava scavezza e pedaliera a leggio scavezza di nove note, costantemente unita al manuale con registro di Contrabbasso costantemente inserito.